# 下助任町
下助任町（しもすけとうちょう）は、徳島県徳島市の町名。現行行政地名は下助任町一丁目から下助任町五丁目。2009年12月現在の人口は1,492人、世帯数は717世帯。郵便番号は〒770-0805。

## 地理
徳島市の北東部に位置し、渭北地区に属する。西は新町川が境をなす。東から西へ一丁目から三丁目へと細長い町域を持ち、吉野本町三丁目から四丁目を挟んで四丁目から五丁目と続く。二丁目には徳島藩主・蜂須賀家の菩提寺として知られる興源寺があり、興源寺の寺域は助任緑地となっている。

### 河川
- 新町川
- 興源寺川

## 歴史

### 沿革
明治22年に現在の町名となる。昭和17年に前川町・助任西町の各一部を編入し、町内の一部は住吉北町・北前川町・助任本町・東吉野町・中前川町・上吉野町・中吉野町・吉野本町となる。

### 地名の由来
地名の由来は吉野川・新町川・助任川などの河川に囲まれた砂州であることから、砂架頭の転訛と考えられる。

## 交通

### 道路
- 徳島県道30号徳島鴨島線
- 徳島県道39号徳島鳴門線

## 施設
- 助任緑地
- 徳島市立助任小学校
- 徳島健生病院
- マルイパン
- ときわ
- 助任八幡神社
- 春日神社
- 興源寺 - 徳島藩主蜂須賀家墓所が置かれる仏教寺院。
- 弘誓寺

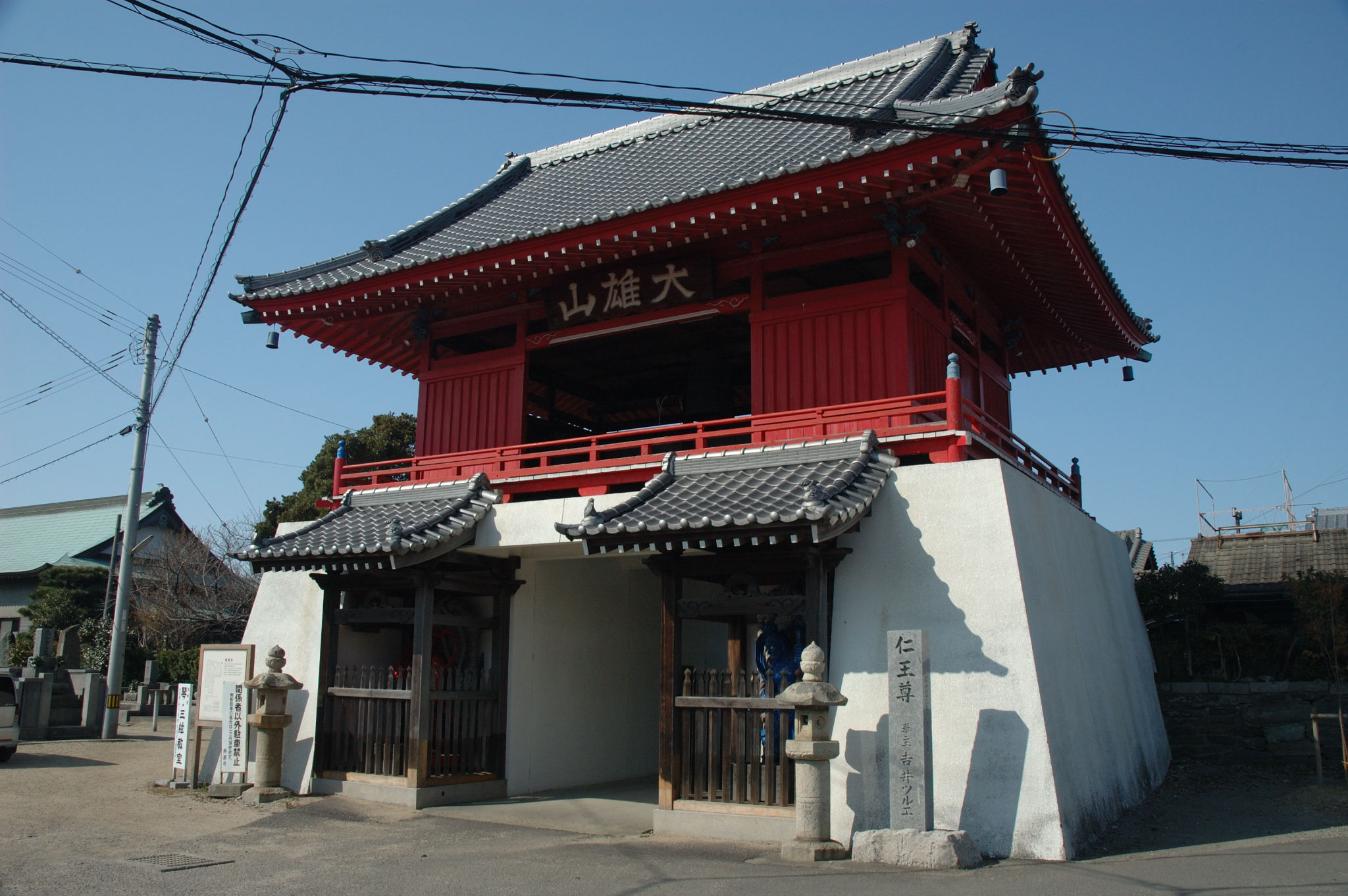
興源寺
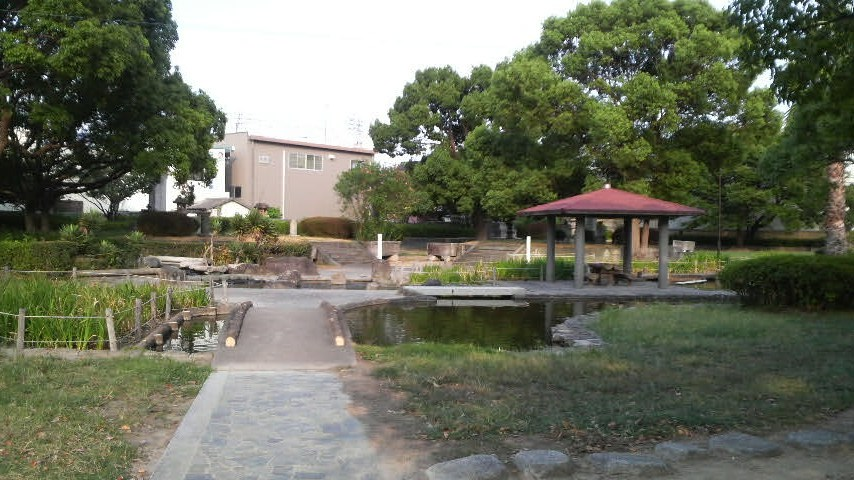
助任緑地

### かつて存在した施設
- かぶと座 - 映画館。